# Oligoaeschna venusta
Oligoaeschna venusta är en trollsländeart som beskrevs av Maurits Anne Lieftinck 1968. Oligoaeschna venusta ingår i släktet Oligoaeschna och familjen mosaiktrollsländor. Inga underarter finns listade i Catalogue of Life.